# Дания на «Евровидении-1960»
Дания принимала участие в Евровидении 1960, проходившем в Лондоне, Великобритания. Её представила Кэти Бёттгер с песней «Det var en yndig tid», выступавшая под номером 4. В этом году страна заняла десятое место, получив 4 балла. Комментатором конкурса от Дании в этом году стал Сейр Волмер-Соренсен, а глашатаем — Бент Хениус.

## Национальный отбор[3][4]
| Номер | Артист           | Песня                        | Баллы | Место |
| ----- | ---------------- | ---------------------------- | ----- | ----- |
| 1     | Отто Хенинг      | «Op og se land»              | 0     | 4-е   |
| 2     | Кэти Бёттгер     | «Det var en yndig tid»       | 5     | 1-е   |
| 3     | Отто Бранденбург | «To lys på et bord»          | 0     | 4-е   |
| 4     | Инге Штраусс     | «Gør hvad du vil»            | 3     | 2-е   |
| 5     | Густав Винклер   | «Sorg og glæde»              | 0     | 4-е   |
| 6     | Грета Сонк       | «Trækbasun og vaskebræt»     | 2     | 3-е   |
| 7     | Петер Сёренсен   | «Jeg har nok af ingen penge» | 0     | 4-е   |

Финал национального отбора состоялся 6 февраля 1960 года в Radiohouse в Стокгольме. Победителем стала Кэти Бёттгер с песней «Det var en yndig tid». В национальном отборе также принимал участие Густав Винклер, который представлял страну на «Евровидении-1957» совместно с Бирте Вильке.

## Страны, отдавшие баллы Дании
Каждая страна имела жюри в количестве 10 человек, каждый человек мог отдать очко понравившейся песне.
| Отдали Дании… | Отдали Дании…             |
| 2 балла       | 1 балл                    |
| ------------- | ------------------------- |
| Норвегия      | Великобритания Люксембург |

## Страны, получившие баллы от Дании
| 4 баллов | Франция                   |
| 2 балла  | Австрия, Норвегия, Монако |